# Sportclub Bregenz
Lo Sportclub Bregenz, ufficialmente e per motivi di sponsor Rivella SC Bregenz, è una società calcistica di Bregenz, in Austria. Fu fondata nel 2005 succedendo al defunto Schwarz-Weiß Bregenz. La squadra gioca nella seconda divisione del campionato austriaco, la Erste Liga.

## Storia

### Fondazione e risalita
La scomparsa per fallimento dello Schwarz-Weiß al termine della stagione 2004-2005 portò alla fine del calcio professionistico a Bregenz. La vecchia squadra aveva conosciuto il momento migliore della propria storia a cavallo del millennio, quando restò per sei stagioni filate nella Bundesliga austriaca facendo persino un paio di comparsate internazionali; in una di queste incrociò per l'unica volta una squadra italiana, il Torino, che la eliminò dalla Coppa Intertoto 2002. 
Il nuovo club nato dal fallimento, che riprende i colori sociali del precedente, partì dal campionato di Landesliga del Vorarlberg, dove nella stagione 2005-2006 conquistò il 2º posto finale, risultato che valse la promozione in Vorarlbergliga, il massimo livello del calcio regionale, nonché quarto su scala nazionale. La stagione 2006-2007 si concluse con la seconda promozione consecutiva e l'approdo nella terza serie, la Regionalliga.

### Gli anni in Regionalliga
Il primo anno nella categoria si concluse con il 12º posto. Nella stagione 2008-2009, tuttavia, il Bregenz arrivò quinto, a dieci punti di distanza dal Dornbirn campione e promosso in Erste Liga. Il 7º posto del 2009-2010 e del 2010-2011 ha rappresentato invece un passo indietro, culminato nella stagione 2011-2012 con un campionato ancora al di sotto delle aspettative.
Il progetto della dirigenza, e del nuovo proprietario Pascal Pletsch, era quello di riacquistare la vecchia denominazione di Schwarz-Weiß Bregenz nell'immediato futuro, progetto poi andato definitivamente a buon fine nel 2013.

## Stadio
La squadra utilizza per le partite casalinghe il Bodensee Stadion, che era stato anche l'impianto del vecchio club. Costruito nel 1951, ha una capienza di 12.000 spettatori. Per motivi di sponsor è meglio noto come Casino-Stadion.

## Palmarès

### Competizioni regionali
- Campionato del Vorarlberg: 1

2006-2007
- Coppa del Vorarlberg: 2

2007-2008, 2009-2010

## Statistiche e record

### Statistiche nelle competizioni UEFA
Tabella aggiornata alla fine della stagione 2018-2019.
| Competizione    | Partecipazioni | G | V | N | P | RF | RS |
| --------------- | -------------- | - | - | - | - | -- | -- |
| Coppa Intertoto | 2              | 6 | 2 | 1 | 3 | 7  | 8  |